# Zinswiller
Zinswiller (deutsch Zinsweiler) ist eine französische Gemeinde mit 725 Einwohnern (Stand 1. Januar 2021) im Département Bas-Rhin in der Region Grand Est (bis 2015 Elsass). Sie ist Mitglied der Communauté de communes du Pays de Niederbronn-les-Bains.

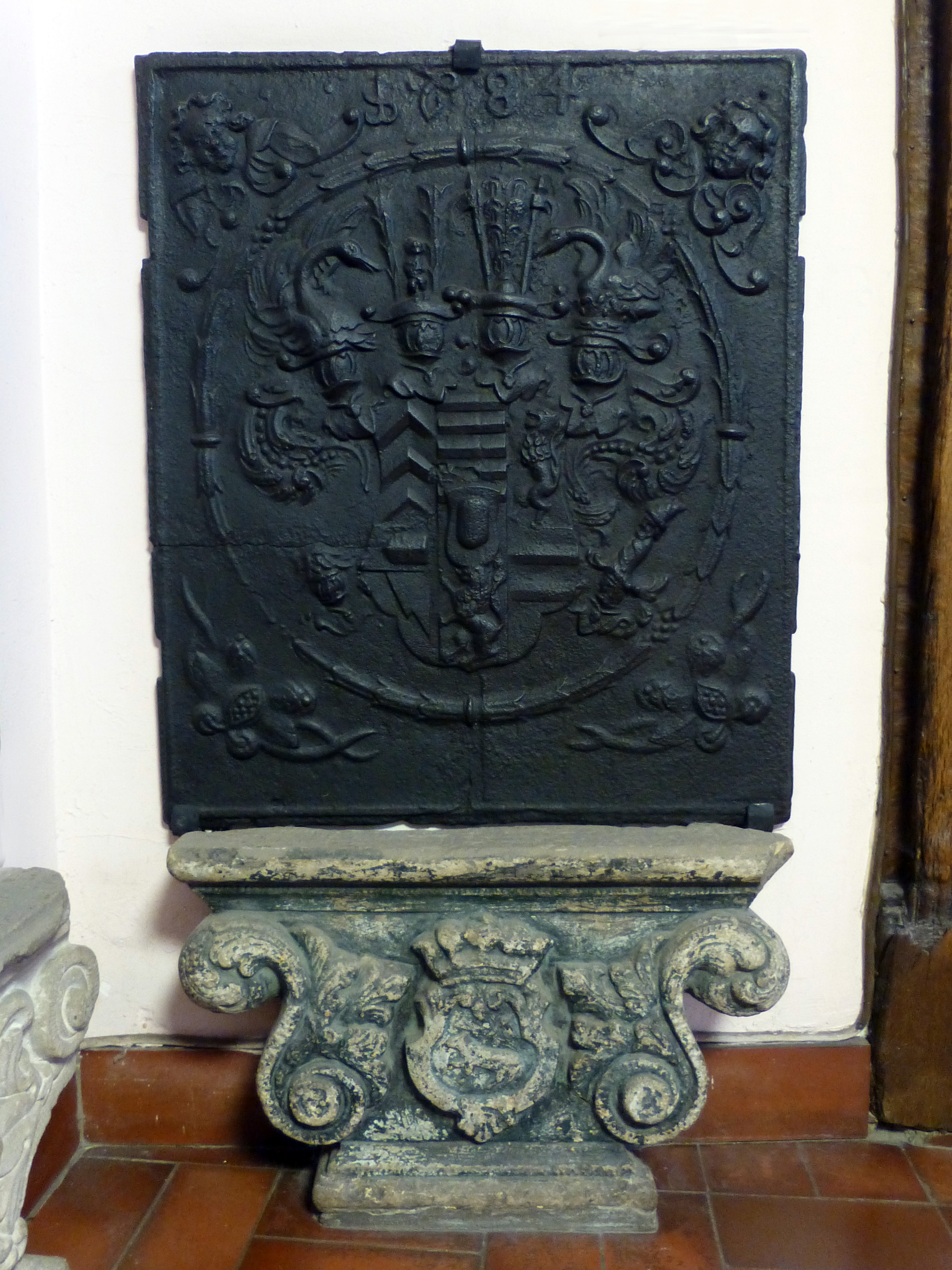
Ofenplatte mit dem Wappen der Grafschaft Hanau-Lichtenberg aus einer Werkstatt in Zinsweiler (1684)

## Geografie
Zinswiller liegt im Gebiet der in Frankreich so genannten Nordvogesen. Die Gemeinde wird im Nordwesten vom Forêt domaniale de Niederbronn flankiert und grenzt auf dieser Seite an die ehemalige Region Lothringen. Zum Gemeindegebiet gehört auch ein Teil des Regionalen Naturparks Vosges du Nord (Parc naturel régional des Vosges du Nord).

## Geschichte

### Mittelalter
Zinswiller erscheint erstmals 742 in einer Schenkungsurkunde an das Kloster Weißenburg (TradWiz 002). Schon 747 erhielt dieses Kloster eine zweite Schenkung (TradWiz 146). 803 bekam auch das Kloster Fulda hier Besitz (CDF 178, alle Quellenangaben in Regnum Francorum online). Die Herrschaft Lichtenberg kaufte das Dorf Zinsweiler 1332 von den Grafen von Ötingen. Durch Gebietserwerb im 14. Jahrhundert mussten zu Beginn des 15. Jahrhunderts die zu umfangreich gewordenen Ämter Ingweiler und Buchsweiler der Herrschaft Lichtenberg neu organisiert werden. Dabei wurde unter anderem das Amt Pfaffenhofen ausgegliedert und verselbständigt, zu dem auch Zinsweiler gehörte. 1456 trat der Graf von Lützelstein seine Rechte am Dorf an Lichtenberg ab.
Anna von Lichtenberg (* 1442; † 1474), eine der beiden Erbtöchter Ludwigs V. von Lichtenberg (* 1417; † 1474) heiratete 1458 den Grafen Philipp I. den Älteren von Hanau-Babenhausen (* 1417; † 1480), der eine kleine Sekundogenitur aus dem Bestand der Grafschaft Hanau erhalten hatte, um heiraten zu können. Durch die Heirat entstand die Grafschaft Hanau-Lichtenberg. Nach dem Tod des letzten Lichtenbergers, Jakob von Lichtenberg, eines Onkels von Anna, erhielt Philipp I. d. Ä. 1480 die Hälfte der Herrschaft Lichtenberg. Zu dieser Hälfte gehörte auch das Amt Pfaffenhofen mit Zinsweiler. In der Folgezeit gelangte das Dorf in die Hände der Grafen von Zweibrücken-Bitsch. Diese rechneten es ihrer Herrschaft Oberbronn zu.

### Neuzeit
Von Zweibrücken-Bitsch gelangte die Herrschaft Oberbronn – und mit ihr Zinsweiler – 1551 als Mitgift anlässlich der Heirat der Amelie von Zweibrücken-Bitsch mit Philipp I. von Leiningen-Westerburg an diese Familie. Spätestens zu diesem Zeitpunkt schied Zinsweiler aus dem Einflussbereich der Grafschaft Hanau-Lichtenberg endgültig aus.
In Nachfolge der Leininger wurden die Landgrafen von Hessen-Homburg und zu einem geringeren Teil die schwedische Adelsfamilie der Freiherren von Sinclair im 17. Jahrhundert Herren der Herrschaft Oberbronn. Durch die Reunionspolitik Frankreichs fielen in der zweiten Hälfte des 17. Jahrhunderts auch die Herrschaft Oberbronn und das Dorf Zinsweiler unter französische Oberhoheit. Der hessen-homburgische Teil ging in der Mitte des 18. Jahrhunderts an die Familie Hohenlohe-Waldenburg-Bartenstein über, der Sinclair’sche Anteil an die ebenfalls schwedisch stämmige Familie derer von Lewenhaupt.
1764 wurde das Dorf mit seiner Hammerschmiede an die Industriellenfamilie De Dietrich verkauft und schied damit aus der Herrschaft Oberbronn aus. Mit den Umwälzungen, die die Französische Revolution brachte, wurde das Dorf nach 1793 in den Französischen Staat eingegliedert.

### Bevölkerungsentwicklung

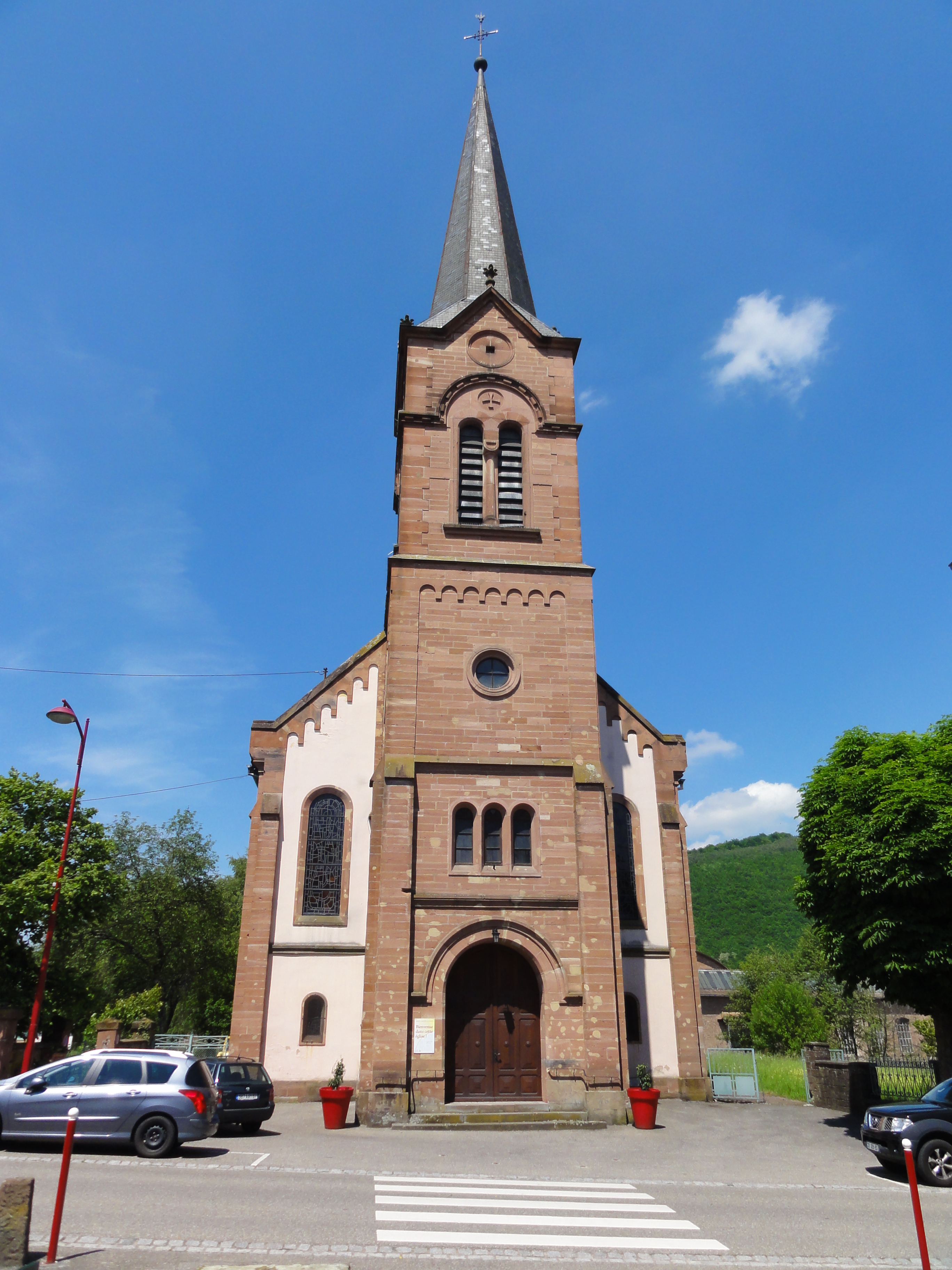
Kirche Saint-Jacques-le-Majeur

| 1962 | 1968 | 1975 | 1982 | 1990 | 1999 | 2006 | 2017 |
| ---- | ---- | ---- | ---- | ---- | ---- | ---- | ---- |
| 820  | 927  | 1137 | 1009 | 950  | 754  | 822  | 769  |